# Airlines Tonga
 Airlines Tonga fue una aerolínea tongana con sede en Nukualofa. dedicada al transporte comercial de pasajeros. Actualmente los vuelos son operados por Air Fiji.

## Historia
La aerolínea comenzó a operar en diciembre de 2005 como una sociedad conjunta entre Air Fiji (49%) y la agencia de viajes Tongan Teta Tours (51%). Airlines Tonga se convirtió en la segunda aerolínea nacional del reino después de Peau Vavaʻu. 
El 23 de agosto de 2008, la aerolínea cesó toda actividad, dando como explicación su incapacidad para cubrir los costos de combustible.

## Destinos
Los servicios operados por Airlines Tonga eran los siguientes: 
- Vava'u
- Ha'apai
- 'Eua

## Flota
| Modelo                      | País de procedencia | Descripción                  |
| --------------------------- | ------------------- | ---------------------------- |
| Harbin Y-12                 | China               | Avión turbohélice bimotor    |
| Embraer EMB 110 Bandeirante | Brasil              | Avión bimotor turbopropulsor |